# Distretto di Wat Phleng
Il distretto di Wat Phleng (in thailandese: วัดเพลง) è un distretto (amphoe) della Thailandia, situato nella provincia di Ratchaburi.